# Bob Dobson
Bob Dobson (eigentlich Robert William Dobson; * 4. November 1942) ist ein ehemaliger britischer Geher.
Bei den British Commonwealth Games 1970 in Edinburgh wurde er für England startend Vierter im 20-Meilen-Gehen.
Im 50-km-Gehen der Leichtathletik-Europameisterschaften kam er 1971 in Helsinki auf den 16. Platz und 1974 in Rom auf den 14. Platz. Bei der Leichtathletik-Weltmeisterschaft 1976 in Malmö belegte er Rang 13.

## Persönliche Bestzeiten
- 20 km Gehen: 1:30:02 h, 3. August 1974, London
- 50 km Gehen: 4:07:23 h, 21. Oktober 1979, Lassing
- 24 Stunden Gehen: 204,330 km, 31. Mai 1986, Woodford